# Japonia na Letnich Igrzyskach Olimpijskich Młodzieży 2010
Ukrainę na Letnich Igrzyskach Olimpijskich Młodzieży 2010 w Singapurze reprezentowało 71 sportowców w 16 dyscyplinach.

## Skład kadry

### Badminton
- Kento Horiuchi
- Misaki Matsutomo
- Naoko Fukuman

### Gimnastyka
- Yuya Kamoto
- Erdenebold Ganbat
- Natsumi Sasada
- Midori Kahata
- Momoka Nagai
- Sara Ogiso
- Shiho Suzuki
- Chisato Doihata
- Ginga Munetomo

### Judo
- Ryosuke Igarashi
- Miku Tashiro

### Kolarstwo
- Manami Iwade
- Yoshitaku Nagasako
- Koji Nagase
- Idomu Yamamoto

### Koszykówka
Drużyna dziewcząt: 5 miejsce
- Misato Kuma
- Hikari Itaya
- Maria Imanaka
- Moeko Nagaoka (C)

### Lekkoatletyka
Chłopcy:
- Masaki Nashimoto - bieg na 100 m  srebrny medal
- Keisuke Homma - bieg na 200 m  srebrny medal
- Koki Takada - bieg na 1000 m - 15 miejsce w finale
- Kazuto Nishiike - bieg na 3000 m - 4 miejsce w finale
- Genki Naruse - bieg na 400 m przez płotki - 12 miejsce w finale
- Daichi Nakamura - ??? - 12 miejsce w finale
- Sho Matsubara - skok w dal  srebrny medal
- Wataru Tanaka - ??? - 7 miejsce w finale

Dziewczęta:
- Mai Nishiwaki - bieg na 1000 m - 9 miejsce w finale
- Moe Kyuma - bieg na 3000 m  srebrny medal
- Motoko Nakahara - bieg na 100 m przez płotki - 13 miejsce w finale
- Shoko Matsuda - ??? - 10 miejsce w finale
- Tsukasa Okumura - ??? - 9 miejsce w finale
- Yuka Takahashi - skok w dal - 5 miejsce w finale
- Remi Odajima - skok o tyczce - 6 miejsce w finale

### Łucznictwo
- Tsukushi Koiwa
  - indywidualnie - 9 miejsce
  - w parze z  Alice Ingley - 5 miejsce
- Mai Okubo
  - indywidualnie - 9 miejsce
  - w parze z  Ku Yuan-hsiang - 9 miejsce

### Pływanie
Chłopcy:
- Yusuke Yamagishi
  - 100 m st. grzbietowym - 19 miejsce w kwalifikacjach
  - 200 m st. grzbietowym - 5 miejsce w finale
- Tatsunari Shoda
  - 200 m st. klasycznym - 15 miejsce w kwalifikacjach
  - 200 m st. zmiennym - 18 miejsce w kwalifikacjach
- Jun Isaji
  - 100 m. st. motylkowym - 19 miejsce w kwalifikacjach
  - 200 m. st. motylkowym - 10 miejsce w kwalifikacjach
- Takahiro Tsutsumi
  - 200 m st. zmiennym - 8 miejsce w finale

Sztafeta chłopców:
- - 4x100 m st. dowolnym - 10 miejsce w kwalifikacjach
  - 4x100 m st. zmiennym - 9 miejsce w kwalifikacjach

Dziewczęta:
- Yukiko Watanabe
  - 100 m st. grzbietowym - 9 miejsce w półfinale
  - 200 m st. grzbietowym - 8 miejsce w finale
- Mina Ochi
  - 100 m st. grzbietowym - 18 miejsce w kwalifikacjach
  - 200 m st. grzbietowym - 12 miejsce w kwalifikacjach
- Maya Hamano
  - 100 m st. klasycznym - 4 miejsce w finale
  - 200 m st. klasycznym -  brązowy medal
- Mayuko Okada
  - 100 m. st. motylkowym - 21 miejsce w kwalifikacjach
  - 200 m. st. motylkowym - 15 miejsce w kwalifikacjach

Sztafeta chłopców:
- - 4x100 m st. dowolnym - 10 miejsce w kwalifikacjach
  - 4x100 m st. zmiennym - 5 miejsce w finale

Drużyny mieszane:
- - 4x100 m st. dowolnym - 14 miejsce w kwalifikacjach
  - 4x100 m st. zmiennym - 7 miejsce w finale

### Podnoszenie ciężarów
- Miku Shichinohe

### Siatkówka
Drużyna dziewcząt:
- Yukiko Akashi
- Anna Fukami
- Chizu Ichikawa
- Akari Imakado
- Nozomi Inoue
- Yui Kageyama
- Saaya Karaki
- Mayu Koizumi
- Ayaka Mori
- Mami Ogonuki
- Yoko Onuma
- Sayaka Tokiwa

### Tenis
- Yasutaka Uchiyama
- Emi Mutaguchi
- Sachie Ishizu

### Tenis stołowy
- Kōki Niwa
- Ayuika Tanyoka

### Triathlon
- Yuka Satō -  złoty medal
- Yuki Kubono - 26 miejsce

### Wioślarstwo
- Sae Kitayama

### Zapasy
- Yu Miyahara  złoty medal

### Żeglarstwo
- Daiya Kuramochi
- Shiori Yuri